# جيفري ويكس
جيفري ويكس (بالإنجليزية: Jeffrey Weeks)‏ هو رياضياتي أمريكي، ولد في 10 ديسمبر 1956.